# Droopy et son frère
 (juin 2017).
Si vous disposez d'ouvrages ou d'articles de référence ou si vous connaissez des sites web de qualité traitant du thème abordé ici, merci de compléter l'article en donnant les références utiles à sa vérifiabilité et en les liant à la section « Notes et références ».
Pour plus de détails, voir Fiche technique et Distribution.
Droopy et son frère (Droopy's Double Trouble) est le 11e court métrage d'animation de la série américaine Droopy réalisé par Tex Avery et sorti le 17 novembre 1951.

## Synopsis
Cet épisode apprend que Droopy a un frère nommé Drippy, malgré sa petite taille, il est très fort.